# Michele Cavataio
Michele Cavataio (Palermo, 1929-Palermo, 10 de diciembre de 1969), también conocido como  Il cobra fue un poderoso miembro de la mafia siciliano. Era el jefe del mandamento de Acquasanta en Palermo y miembro de la primera Comisión. En algunas fuentes su apellido aparece escrito Cavataqo.
Cavataio fue uno de los mafiosos más temidos de su tiempo. Su apodo  Il cobra supuestamente viene de su arma de fuego favorita, la Colt Cobra. Se le describe como un astuto asesino con rostro de gorila.

## Biografía

### Inicios en la mafia
Cavataio era visto como un exponente de la "nueva mafia", de gánsteres al estilo americano aparecidos a mediados de los años 50. Después de la Segunda Guerra Mundial, hizo su fortuna vendiendo gasolina que había robado a la marina italiana. Desde su modesta posición de conductor de taxi acumuló una considerable fortuna en pocos años, según un informe de la Comisión Antimafia. La familia mafiosa de Acquasanta controlaba el puerto de Palermo, ya que se encontraba en su área de influencia. Actuaban contra los trabajadores portuarios boicoteando las posibles huelgas, y no dudaban en disparar a los huelguistas si era necesario.
En 1955, los jefes del clan de Acquasanta, Gaetano Galatolo y Nicola D’Alessandro fueron asesinados en la disputa por controlar la extorsión cuando el mercado de frutas y verduras al por mayor se trasladó desde el área de Zisa a Acquasanta, perturbando el delicado equilibrio de poder dentro de la Cosa Nostra. El asesino de Galatolo nunca fue identificado, pero se sospechaba de Cavataio. Éste se convirtió en el nuevo jefe del clan y tuvo que acceder a dividir los beneficios de la extorsión del mercado al por mayor con los Greco de Ciaculli, quienes tradicionalmente habían controlado el suministro de frutas y verduras en el mercado mayorista de Palermo.
Cavataio participó activamente en lo que se conoce como el "saqueo de Palermo" cuando Salvo Lima era alcalde de Palermo. Los jefes de la mafia obtenían licencias de construcción a través de contactos con los políticos. El auge de la construcción provocó la destrucción del cinturón verde de la ciudad y de las villas que habían simbolizado un gusto por la arquitectura, para dar paso a una invasión de cemento y de bloques de apartamentos de mala calidad.

### Primera Guerra de la Mafia
Cavataio fue uno de los protagonistas de la Primera Guerra de la Mafia en 1962-63. Según el pentito Tommaso Buscetta fue Michele Cavataio quien de forma consciente provocó el conflicto entre las diferentes facciones. El conflicto estalló por una partida trucada de heroína. Cesare Manzella, los primos Greco de Ciaculli y los hermanos La Barbera habían financiado la expedición. Las sospechas recayeron sobre Calcedonio Di Pisa, que había recogido la heroína y organizado su transporte hacia Nueva York.
El caso fue llevado ante la Comisión, pero los desacuerdos sobre cómo proceder provocaron un sangriento conflicto entre clanes aliados de los Greco, capitaneados por Salvatore "Ciaschiteddu" Greco, y los aliados de La Barbera —en particular cuando Di Pisa fue asesinado el 26 de diciembre de 1962—. Los Greco sospechaban que detrás del asesinato estaban los hermanos La Barbera. 
Sin embargo, había sido Cavataio quien había matado a Di Pisa y de esta manera focalizar la rabia de los Greco hacia los La Barbera. Cavataio —enfrentado a Di Pisa y deseoso de acabar con él, a la vez que enemigo de los La Barbera— ideó el asesinato de Di Pisa de tal manera que los La Barbera pareciesen los responsables de tal hecho. Siguió alimentando el conflicto con más ataques con bombas y más asesinatos. Algunas familias mafiosas que recelaban del creciente poder de la Comisión en detrimento de la actuación libre e independiente de las familias apoyaban a Cavataio.  Detrás de ambos, Cavataio y los La Barbera, había una alianza de los jefes del noroeste de Palermo, resentidos por el creciente poder de la Comisión, y la influencia de las familias del sureste de Palermo como eran los Greco.
Cavataio luego participó, junto con Pietro Torretta y Buscetta en varios atentados con coche bomba contra los Greco y sus aliados, considerados enemigos por su intrusión en el mercado de productos al por mayor. Cavataio fue el responsable de un coche bomba que explotó cerca de la casa del Greco en Ciaculli el 30 de junio de 1963, matando a siete policías y militares enviados para desactivarla después de una llamada telefónica anónima.  La indignación por la Masacre de Ciaculli cambió lo que hasta entonces había sido una guerra entre clanes de la mafia en una guerra contra la mafia. Ello llevó a que aparecieran los primeros indicios de lucha contra la mafia por parte del Estado. La Comisión fue disuelta y muchos de los mafiosos que habían escapado del arresto se fueron al extranjero. 
Cavataio fue arrestado en julio de 1963. Recibió una condena de cuatro años en el proceso de Catanzaro en diciembre de 1968,  a pesar de una acusación por diez asesinatos. Fue condenado por asociación para delinquir y pronto saldría de la cárcel, cuando en apelación su condena fue reducida a dos años.

### Crecientes sospechas
La explosión en Ciaculli hizo que los demás clanes mafiosos fueran conscientes de la manipulación de Cavataio en la guerra mafiosa. Cuando la bomba explotó, Salvatore La Barbera ya estaba muerto y su hermano Angelo La Barbera había huido a Milán, donde fue herido de gravedad. Se hizo evidente que Cavataio —y no los La Barbera— había colocado la bomba y fomentado la mayor parte de los acontecimientos.
Otros jefes mafiosos empezaron a darse cuenta de la doble estrategia a la que jugaba Cavataio en la guerra. En represalia, durante una reunión en Zürich varios jefes de la mafia superior decidieron eliminar a Cavataio por instigación de Salvatore "Ciaschiteddu" Greco  que había venido desde Venezuela. Greco suscribía la teoría de Buscetta sobre cómo había empezado la Primera guerra de la mafia.
Cavataio afirmaba haber diseñado un mapa de las familias de la mafia de Palermo incluyendo los nombres de todos los miembros, en un intento de chantajear a la organización. Dicho mapa habría resultado peligroso si la policía lo hubiera descubierto.

### Asesinado por la Mafia
Cavataio y tres de sus hombres fueron asesinados el 10 de diciembre de 1969, en Viale Lazio —una calle moderna en la elegante y nueva área norte de Palermo— por un escuadrón que incluía a Bernardo Provenzano, Calogero Bagarella (hermano mayor de Leoluca Bagarella, cuñado de Totò Riina), Emanuele D’Agostino de la familia mafiosa de Santa Maria di Gesù que dirigía Stefano Bontate, Gaetano Grado y Damiano Caruso un soldado de Giuseppe Di Cristina, el jefe de la mafia de Riesi. El ataque es conocido como la Matanza de Viale Lazio.
Los asesinos entraron en la oficina de la empresa de construcción de Girolamo Moncada, el constructor que con anterioridad había hecho negocios con Angelo La Barbera y ahora estaba con Cavataio. Cavataio fue capaz de disparar y matar a Calogero Bagarella y herir a Caruso antes de que Provenzano lo matase. Provenzano salvó la situación con su ametralladora Beretta Model 38/42 con lo que se ganó una reputación como eficaz asesino. Sin embargo, de acuerdo con uno de los participantes que se convirtió en colaborador del Estado en 1999, Gaetano Grado, fue Provenzano quien se equivocó en el ataque, disparando demasiado pronto. Se dispararon 108 balas en la refriega.
Grado dijo que ayudó a organizar el golpe y fue testigo de los asesinatos. "Todo el mundo tenía miedo de Cavataio", según Grado, un primo del pentito Salvatore Contorno. Todos los soldados enviados para matar a Cavataio "eran veteranos expertos," dijo Grado. "Todos ya habían asesinado al menos a diez personas".
La composición del escuadrón, de acuerdo con las declaraciones de Buscetta, fue una clara indicación de que el asesinato había sido acordado en conjunto por todas las grandes familias de la mafia siciliana: no sólo se incluyó a Calogero Bagarella de Corleone, y a un miembro de la familia de Stefano Bontate en Palermo, sino también a un soldado de la familia de Giuseppe Di Cristina en el otro extremo de Sicilia, en Riesi. El baño de sangre de Viale Lazio marcó el final de una "pax mafiosa" que había reinado desde la masacre de Ciaculli hasta el final del proceso de Catanzaro.

### Juicios por la matanza de Viale Lazio
En septiembre de 1972, se llevó a cabo el juicio por la matanza de Viale Lazio; habían sido detenidos 24 acusados. Al principio, Filippo y Angelo Moncada, hijos del constructor, fueron encarcelados bajo sospecha de ser los autores del crimen. En el hospital, donde fueron internados por las heridas de arma de fuego, Filippo empezó a hablar de las reuniones de su padre con mafiosos notorios, y describió cómo se había ido convirtiendo Cavataio en el verdadero jefe en la empresa de Moncada.
Los hermanos Moncada fueron liberados de prisión, pero su padre fue puesto bajo custodia junto con 24 presuntos participantes en la matanza de Viale Lazio que habían sido detenidos en las pruebas presentadas por los dos hermanos. La sentencia definitiva del jurado en el primer juicio fue que no se encontraron evidencias para probar que alguno de los 24 acusados había sido directamente responsable de la matanza.
No será hasta 2007 que Salvatore Riina y Bernardo Provenzano fueron acusados por la masacre de Viale Lazio. Riina acusado de ordenarla y Provenzano de perpetrarla. En abril de 2009, casi 40 años después de la masacre, ambos fueron condenados a cadena perpetua.